# Международный конференц-центр (Иерусалим)
Международный конференц-центр, или Международный центр конгрессов «Биньяней Ха-Ума» (ивр. מרכז הקונגרסים הבינלאומי — בנייני האומה‎ — Биньяней ха-ума — Дворец Нации) — основной конгресс-центр в Иерусалиме и центральный зрительный зал в Израиле.

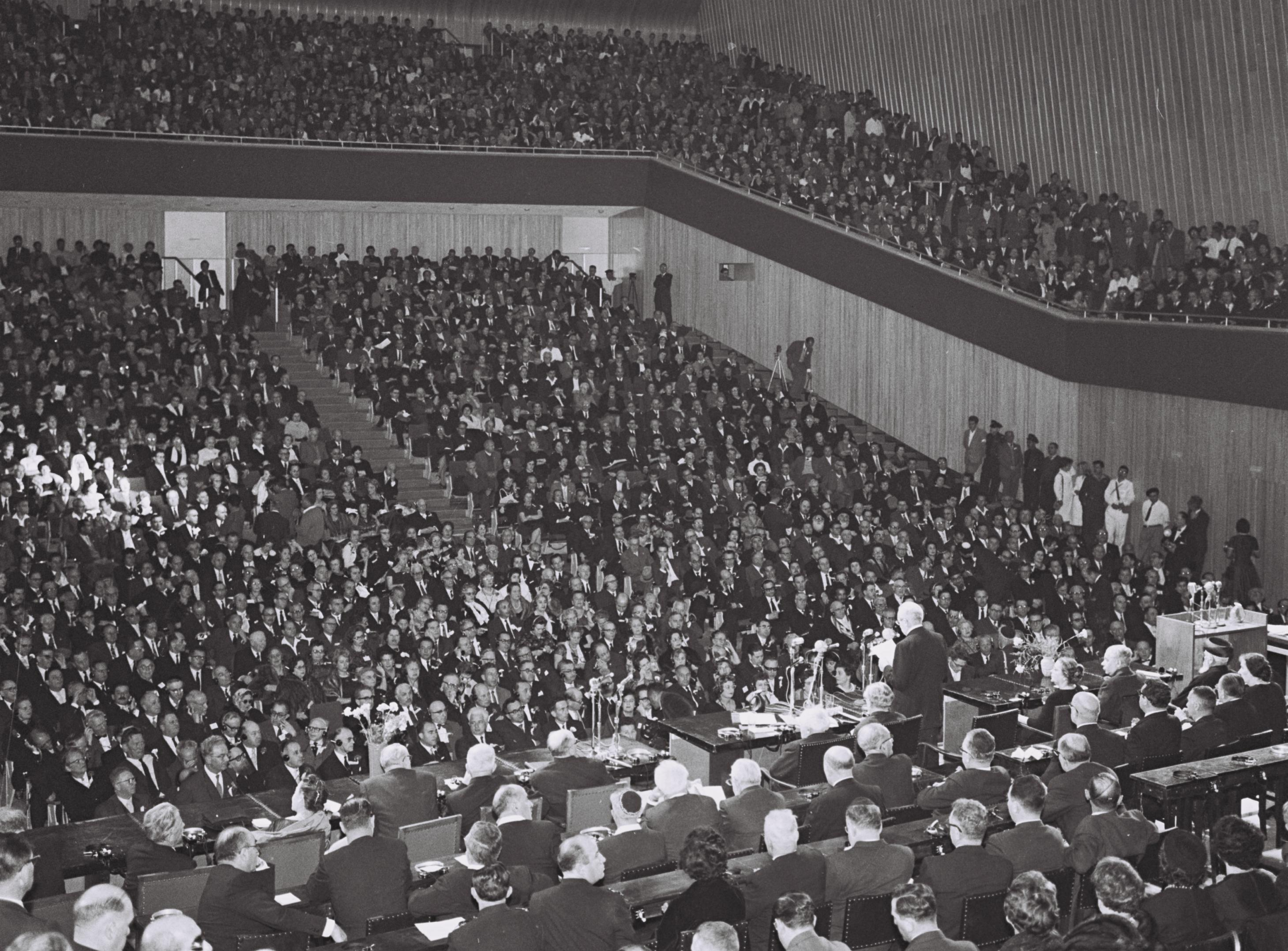
Двадцать пятый сионистский конгресс, 1960 год

Расположен недалеко от Центральной автобусной станции Иерусалима, но проход между ними частично перекрыт из-за того, что на глубине 80 метров ведется строительство подземной станции железной дороги. Представляет собой серое здание в конструктивистском стиле.
Зал конгрессов в Иерусалиме — первый современный концертный зал и конгресс-холл в Израиле. В этом зале проходил 23-й сионистский конгресс — первый сионистский конгресс на территории Израиля. Зал «Усышкин» вмещает более 3000 человек.

## История

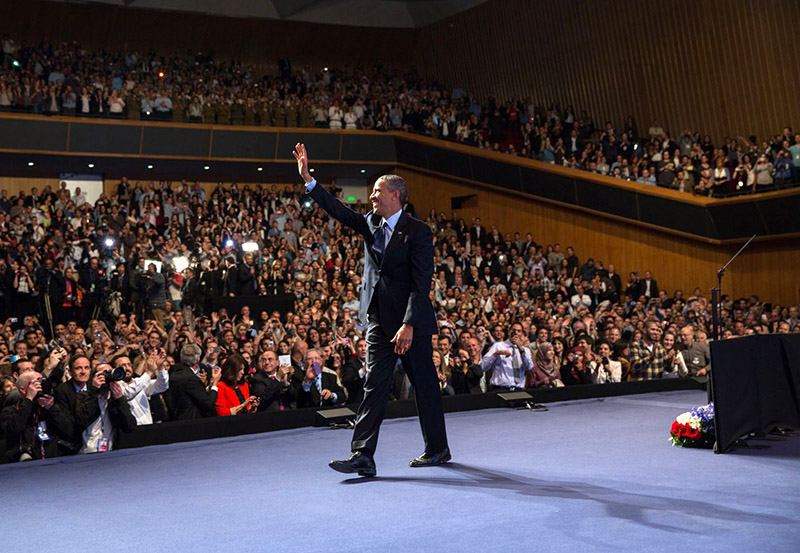
Президент США Барак Обама после речи в Биньяней Ха-Ума, март 2013

Зал был построен в 1951 году архитектором З. Рехтером, который выиграл дизайнерский конкурс в 1949 году.
Строительство продолжалось с 1950 по 1963 год, но центр начал действовать уже с 1956 года. Согласно первоначальному плану Рехтера, здание должно было быть покрыто иерусалимским камнем, но вместо монументального рельефа Иосифа Зарицкого и Ицхака Данцингера здание было решено покрыть стеклянными панелями цвета лазури.

## Функции
В зале даёт концерты Иерусалимский симфонический оркестр, выступают известные зарубежные исполнители, проводятся музыкальные фестивали, конгрессы, устраиваются ярмарки и съезды.
В этом здании проходили Евровидение-1979, Евровидение-1999 и многие другие важные события, включая суд над Демьянюком[значимость факта?].